# Minecraftカップ
Minecraftカップ（マインクラフトカップ）とは、高校生以下の子どもたちを対象とした、教育版Minecraftを使いテーマに沿って制作したワールド作品の内容を競い合う大会である。構成団体は公益社団法人ユニバーサル志縁センターと一般社団法人ICT CONNECT 21、主催はMinecraftカップ運営委員会。

## 概要
2019年度の第1回から毎年開催されているMinecraftカップは、教育版Minecraftで制作されたワールド作品の内容を競い合う大会。日本からだけではなく海外からの参加も可能で、基本的にチームで参加する。
大会テーマは毎年発表され、これは例年SDGsに関連した内容となっている。それに沿って作られた作品に、構想力・調査力・技術力・計画推敲力・テーマ性・表現力の6項目で評価される。

## 部門
Minecraftカップでは、「まちづくり部門」と「たてもの部門」の2部門に分かれており、それぞれ作品の要項や参加できる年齢、人数などが異なっている。また、大会テーマとは別に部門テーマが設けられている。

### まちづくり部門
まちづくり部門では、2人以上40人以下のチームで19歳以下の高校生までが参加でき、テーマに沿った理想の街を制作する。

### たてもの部門
たてもの部門は初心者を対象とした部門で、1人から10人までのチームで12歳以下の小学生までが参加できる。第六回Minecraftカップでは、2025年に開催される予定の大阪・関西万博のパビリオンの1つを制作する。

## 作品テーマ
毎年春ごろに公式HPにてその年度の作品テーマが公開され、参加者はそのテーマをもとに作品を創作する。
| 年度              | テーマ                                                                                | 引用   |
| ----------------- | ------------------------------------------------------------------------------------- | ------ |
| 2025年度（第7回） | 未曾有の大災害から人類の命をまもれ！～レジリエンスを備えたまちづくり～                | [ 5 ]  |
| 2024年度（第6回） | Well-Beingをデザインしよう                                                            |        |
| 2023年度（第5回） | 誰もが元気に安心して暮らせる持続可能な社会 〜クリーンエネルギーで住み続けられるまち〜 | [ 6 ]  |
| 2022年度（第4回） | 生き物と人と自然がつながる家・まち ～生物多様性を守ろう～                             | [ 7 ]  |
| 2021年度（第3回） | SDGs時代のみんなの家、未来のまち                                                      | [ 8 ]  |
| 2020年度（第2回） | 未来の学校〜ひとりひとりが可能性に挑戦できる場所〜                                    | [ 9 ]  |
| 2019年度（第1回） | スポーツ施設のある僕・私の街 ワクワクする「まち」をデザインしよう                     | [ 10 ] |